# Niels Fenger
Niels Fenger (født 9. november 1968 i København) er en dansk jurist, dr.jur., tidligere professor i forvaltningsret og forhenværende landsdommer (Østre Landsret), som fra 1. december 2019 var Folketingets Ombudsmand (pr.  januar 2021), indtil han den 7. oktober 2024 tiltrådte stillingen som dansk dommer ved EU-Domstolen.
Niels Fenger har blandt andet deltaget i den såkaldte skattesagskommission som kommissionsmedlem. Kommissionens centrale opgave var at undersøge, hvem der stod bag lækket af daværende statsminister Helle Thorning-Schmidts skattepapirer til avisen B.T.
Niels Fenger har desuden siddet i Bo Smith-udvalget, hvis formål det var at belyse forholdet mellem politikere, presse og embedsmænd.

## Uddannelse og karriere
Niels Fenger tog sin studentereksamen i 1987 fra Rødkilde Gymnasium, Vejle. Han blev i 1992 uddannet cand.jur fra Københavns Universitet, og arbejdede herefter som fuldmægtig i Justitsministeriet. Fenger har herefter arbejdet som kontorchef i Indenrigsministeriet, samt været direktør for EFTA-tilsynsmyndighedens juridiske tjeneste, i Bruxelles. Fenger tog sin doktorgrad i forvaltningsret på afhandlingen "Forvaltning og fællesskab", ved Københavns Universitet i 2004, og arbejdede herefter som professor i forvaltningsret på Københavns Universitet. Fra 2014-15 var Fenger konstitueret Landsdommer ved Østre Landsret, og i perioden 2017-2019 tiltrådte han erhvervet Landsdommer ved Østre Landsret.

### Folketingets Ombudsmand
Den 5. november 2019, efter lange stridigheder og uenigheder i Folketingets Retsudvalg, blev Fenger indstillet til valg som ny ombudsmand i Folketinget, og valgt til embedet d. 20. november 2019 med tiltrædelse den 1. december samme år. Han afløste Henrik Bloch Andersen, der den 24. oktober 2019 var blevet valgt som midlertidig ombudsmand, efter at tidligere ombudsmand Jørgen Steen Sørensen valgte at stoppe på posten for at blive højesteretsdommer.
7. oktober 2024 tiltrådte han som dansk dommer ved EU-Domstolen.